# Claudio Romero
Claudio Ignacio Romero Beltran (Santiago del Cile, 10 luglio 2000) è un discobolo cileno.

## Biografia
Romero muove i primi passi nelle prime competizioni nazionali quando ancora non ha compiuto 15 anni, nel 2016 il debutto mondiale avviene in Polonia ai Mondiali juniores. L'anno seguente vince una medaglia d'oro ai Mondiali allievi in Kenya e conquista la prima medaglia seniores ai Giochi bolivariani di Santa Marta. Nel 2019, oltre ai due ori conquistati nelle competizioni continentali juniores, si è classificato terzo ai Campionati sudamericani di Lima.

## Palmarès
| Anno | Manifestazione              | Sede          | Evento           | Risultato      | Prestazione | Note                                 |
| ---- | --------------------------- | ------------- | ---------------- | -------------- | ----------- | ------------------------------------ |
| 2016 | Mondiali juniores           | Bydgoszcz     | Lancio del disco | 16º (q)        | 56,37 m     |                                      |
| 2016 | Campionati sudamericani U18 | Concordia     | Lancio del disco | Argento        | 60,49 m     |                                      |
| 2016 | Campionati sudamericani U18 | Concordia     | Getto del peso   | Argento        | 19,14 m     |                                      |
| 2017 | Campionati sudamericani U20 | Leonora       | Lancio del disco | Bronzo         | 52,23 m     |                                      |
| 2017 | Campionati sudamericani U20 | Leonora       | Getto del peso   | Argento        | 16,48 m     |                                      |
| 2017 | Mondiali allievi            | Nairobi       | Lancio del disco | Oro            | 64,33 m     |                                      |
| 2017 | Mondiali allievi            | Nairobi       | Getto del peso   | 4º             | 19,22 m     |                                      |
| 2017 | Campionati panamericani U20 | Trujillo      | Lancio del disco | Oro            | 62,09 m     |                                      |
| 2017 | Campionati panamericani U20 | Trujillo      | Getto del peso   | 9º             | 16,38 m     |                                      |
| 2017 | Giochi bolivariani          | Santa Marta   | Lancio del disco | Bronzo         | 53,42 m     |                                      |
| 2018 | Mondiali juniores           | Tampere       | Lancio del disco | Bronzo         | 60,81 m     |                                      |
| 2018 | Campionati sudamericani U23 | Cuenca        | Lancio del disco | 4º             | 50,65 m     |                                      |
| 2019 | Campionati sudamericani     | Lima          | Lancio del disco | Bronzo         | 54,31 m     |                                      |
| 2019 | Campionati sudamericani U20 | Cali          | Lancio del disco | Oro            | 62,68 m     |                                      |
| 2019 | Campionati panamericani U20 | San José      | Lancio del disco | Oro            | 62,07 m     |                                      |
| 2019 | Campionati panamericani U20 | San José      | Getto del peso   | 10º            | 17,82 m     |                                      |
| 2019 | Giochi panamericani         | Lima          | Lancio del disco | nm             | nm          |                                      |
| 2022 | Mondiali                    | Eugene        | Lancio del disco | 20º (q)        | 61,69 m     |                                      |
| 2022 | Giochi sudamericani         | Asunción      | Lancio del disco | Oro            | 64,99 m     | Record dei Giochi · Record nazionale |
| 2023 | Campionati sudamericani     | San Paolo     | Lancio del disco | Oro            | 63,24 m     |                                      |
| 2023 | Mondiali                    | Budapest      | Lancio del disco | 23º (q)        | 62,24 m     |                                      |
| 2023 | Giochi panamericani         | Santiago      | Lancio del disco | nm             | nm          |                                      |
| 2024 | Giochi olimpici             | Parigi        | Lancio del disco | Qualificazione | nm          |                                      |
| 2025 | Sudamericani                | Mar del Plata | Lancio del disco | Oro            | 64,13 m     | Record dei campionati                |